# Saint-Genis-Laval Hôpital Lyon Sud
Saint-Genis-Laval Hôpital Lyon Sud is het zuidelijke eindpunt van lijn B van de metro van de Franse stad Lyon, gelegen bij de ziekenhuiscampus Hôpital Lyon Sud in het noordoosten van de voorstad Saint-Genis-Laval. Het is een multimodaal overstapstation. Het station ligt op 15 meter diepte en bestaat uit 2 perronsporen met zijperrons. De toegang van het station is uitgerust met kaartautomaten, roltrappen en liften. De toegang tot het perron wordt beveiligd met toegangspoortjes. 
Het station Saint-Genis-Laval – Hôpital Lyon Sud ligt ten westen van de Chemin du Grand Revoyet. Rond het ziekenhuis en het metrostation wordt een nieuwbouwproject Vallon de Saint-Genis-Laval uitgebouwd tegen 2035 met een mengeling van kantoor- en leefruimte.
Het natuurlijk licht wordt waar mogelijk tot op het perron doorgelaten. De afwerking van het station is in beton en wit geglazuurd porselein. Meubilair is deels in hout. Het station is ontworpen om dagelijks 25.000 reizigers te bedienen. Het metrostation is direct verbonden met een busstation dat door een tiental buslijnen wordt bediend (TCL C7, 12, 17, 18, 78, 88, S9 en lijnen 114 en 145 van het streekvervoer Les cars du Rhône), een fietsenberging met 550 plaatsen en een park-and-ride parking voor 877 wagens.
Het station werd in 2020 gebouwd met de "open-cast" ontgravingstechniek naar plannen van het architectenbureau Atelier Zundel Cristea.
Het station bedient het universitair Hôpital Lyon Sud, een van de grootste ziekenhuizen in de regio met meer dan duizend bedden.
Charpennes - Charles Hernu · Brotteaux · Gare Part-Dieu - Vivier Merle · Place Guichard - Bourse du Travail · Saxe - Gambetta · Jean Macé · Place Jean Jaurès · Debourg · Stade de Gerland - Le LOU · Gare d'Oullins · Oullins Centre · Saint-Genis-Laval Hôpital Lyon Sud